# Ro
Ro település Olaszországban, Emilia-Romagna régióban, Ferrara megyében. Lakosainak száma 3211 fő (2018. január 1.). Ro Berra, Canaro, Copparo, Ferrara, Polesella, Crespino és Guarda Veneta községekkel határos.

## Népesség
A település lakossága az elmúlt években az alábbi módon változott:

| 2017 | 3 247 |
| 2018 | 3 211 |